# Villafrechós
Villafrechós község Spanyolországban, Valladolid tartományban.  Lakosainak száma 468 fő (2024).

## Népesség
A település népessége az utóbbi években az alábbiak szerint változott:
| Lakosok száma | 524  | 516  | 510  | 519  | 546  | 509  | 491  | 490  | 471  | 468  |
|               | 2001 | 2004 | 2007 | 2009 | 2012 | 2014 | 2017 | 2019 | 2022 | 2024 |